# Забенькове
Забенькове (біл. вёска Забенькава) — село в складі Крупського району Мінської області, Білорусь. Село підпорядковане Ухвальській сільській раді, розташоване в східній частині області.